# Kotschya platyphylla
Kotschya platyphylla é uma espécie vegetal da família Fabaceae.
Apenas pode ser encontrada na Tanzânia.